# Землянка (Конотопский район)
Землянка (укр. Землянка) — село,
Землянский сельский совет,
Конотопский район,
Сумская область,
Украина.
Код КОАТУУ — 5922083501. Население по переписи 2001 года составляло 647 человек, по данным 2024 года составляло 357 человек.
Является административным центром Землянского сельского совета, в который не входят другие населённые пункты.

## Географическое положение
Село Землянка находится на одном из истоков реки Кросна,
ниже по течению примыкает село Грузское.
На реке несколько запруд.
Рядом проходит автомобильная дорога Т-1910.

## История
- По преданию, село Землянка возникло около середины XVII века (известно с 1778 года). Достоверных исторических документов о времени его возникновения и происхождения названия не обнаружено. Первыми поселенцами были беженцы из Правобережной Украины, бежавшие от гнета польских помещиков. Селились на территории села и беженцы из соседних губерний Российской империи. Его территория относилась к так называемой Слободской Украине. В селе существует легенда, что первым поселенцем был Коршик. Ещё и сейчас Землянку иногда называют «Коршиков хутор».
- В царствование Екатерины II Землянка и несколько окрестных сел — Сафонова, Дич, Нечаевка, Вязовое, Дуброва, Рокитное, Белоусовка, Терновка, Ново-Леонтиевка, Попова Слобода, Грузское, Александровка, Винтовое, Дубинка — принадлежали генералу царской армии Кириллу Черепу. Его имение находилось в селе Грузское, а в Землянке — его сына Андрея, которого здесь прозвали «рябой господин», гвардии поручик, холостяк. В Землянке Андрей Череп имел селитровый, винокуренный, кирпичный и кожевенный заводы. Вся земля в селе — 2 тысячи гектаров — принадлежала Черепу. Крестьяне имели огороды по 0,5 десятины.
- После реформы 1861 года крестьяне получили 775 десятин земли, или в среднем по 1,5 десятины на каждую семью. В деревне в то время проживало 517 семей. Остальные земли — 1525 десятин — осталась в пользовании помещика. Освобождение крестьян от крепостной зависимости произошло в таких же условиях, как и по всей стране. Выкупные платежи совершенно разорили их. И крестьяне после освобождения были вынуждены подрабатывать два дня в неделю на барщине. Старожилы рассказывали, что в конце XIX века в селе проживали где-то около 350 семей.[4]

## Экономика
- Молочно-товарная ферма.
- «Довира», агрофирма, ООО.

## Объекты социальной сферы
- Школа.